# Nayara Correa Dos Santos
Nayara Correa Dos Santos, más conocida como Nayarinha (Santos, 20 de junio de 1979), es una exfutbolista brasileña nacionalizada española que jugaba como delantera.

## Carrera

### Inicio profesional
Empezó jugando en el Centre d'Esports Sabadell Futbol Club, para saltar a la cantera del [Real Club Deportivo Espanyol Femenino], debutando en el equipo Infantil donde consiguió el primer éxito de su carrera proclamarse campeona de España Infantil, su carrera fue a más y más hasta el punto que a la temprana edad de 14 años debutó en la superliga femenina con su club de origen, hasta convertirse en una de las piezas claves del Club.

### Selección brasileña femenina
Conquistó con la Selección femenina de fútbol de Brasil la medalla de oro en los Juegos Panamericanos de 2003 realizados en Santo Domingo y la medalla de plata en los Juegos Olímpicos de Atenas 2004. Conquistó recientemente, juntamente con la selección brasileña, el campeonato del torneo de fútbol de los Juegos Panamericanos de 2007.
El 27 de septiembre de 2007, durante el partido de semifinal en la Copa Mundial Femenina de Fútbol de 2007, realizada en la República Popular China, contra los Estados Unidos, presencio el gol de Marta Vieira da Silva que ayudó a la Brasil a llegar por primera vez en su historia a la final de esa competición. Brasil quedó en 2º lugar.

### Real Club Deportivo Espanyol Femenino
En el año 1993, después de haber jugado en las categorías inferiores del Espanyol, le llega su momento, y salta al terreno de juego como jugadora del 1º equipo de la superliga femenina, donde cosechó notables éxitos entre ellos un Campeonato de Primera División Femenina de España y 3 Copa de la Reina de Fútbol.

### Arsenal L.F.C.
Llegó a Inglaterra de la mano de Laura Harvey, entrenadora del Arsenal L.F.C., donde consiguió su éxito más impresionante, ganar la Liga de Campeones de la UEFA femenina, y ganar seis títulos en una temporada

## Títulos
Colectivos

### R. C. D. Espanyol Femenino
- 1992 - 1993: Campeonato España 2ª Division
- 1995 - 1996: Copa de la Reina de Fútbol
- 1996 - 1997: Copa de la Reina de Fútbol
- 2005 - 2006: Primera División Femenina de España
- 2005 - 2006: Copa de la Reina de Fútbol
- 2005 - 2006: Copa Cataluña femenina

### Arsenal Ladies L.F.C.
- 2006 - 2007: Liga de Campeones de la UEFA femenina
- 2006 - 2007: FA Women's Premier League National Division
- 2006 - 2007: FA Women's Cup
- 2006 - 2007: FA Women's Premier League Cup
- 2006 - 2007: FA Community Shield
- 2006 - 2007: London County FA Women's Cup
- 2007 - 2008: FA Women's Premier League National Division
- 2007 - 2008: FA Women's Cup
- 2007 - 2008: FA Community Shield
- 2007 - 2008: London County FA Women's Cup

Individual
- 2005 - 2006: Noche del Deportista Mejor Deportista del Año Sabadell
- 2005 - 2006: Draft Liga: Mejor Delantera del año
- 2006 - 2007: 11 Ideal de la UEFA

## Clubes

### Futbolista
| Club                                             | País       | Año       |
| ------------------------------------------------ | ---------- | --------- |
| Sabadell                                         | España     | 1986-1990 |
| Real Club Deportivo Espanyol Femenino Infantil A | España     | 1990-1992 |
| R.C.D Espanyol B                                 | España     | 1992-1993 |
| R.C.D Espanyol A                                 | España     | 1993-2006 |
| Arsenal L.F.C. A                                 | Inglaterra | 2006-2008 |

- Datos: Q6039083